# Terradessus anophthalmus
Terradessus anophthalmus är en skalbaggsart som beskrevs av Michel Brancucci och Geoff B. Monteith 1997. Terradessus anophthalmus ingår i släktet Terradessus och familjen dykare. Inga underarter finns listade i Catalogue of Life.